# Mercedes-Benz F800 Style
Mercedes-Benz F800 — гибридный концепт-кар, представленный компанией Mercedes-Benz в 2010 году на Женевском автосалоне.

## История
Концепт-кар Mercedes-Benz F800, представленный в 2010 году на Женевском автосалоне, демонстрирует видение компании Mercedes-Benz будущего автомобилей премиум класса. В 5-местном люксовом седане инженеры постарались совместить щедрое внутреннее пространство с богатой отделкой, новыми концепциями управления и информирования водителя, современными системами безопасности и комфорта, экологически чистыми и перспективными двигателями с динамичным и эффектным внешним видом, который отражает современный дизайн Mercedes-Benz в контексте изысканного спортивного характера бренда.

## Описание
В модели F800 Style компания Mercedes-Benz демонстрирует свой опыт в объединении экологически чистых технологий с практической выгодой клиентов и автомобильным обаянием. При общей длине в 4,75 метра (колёсная база составляет 2924 мм, ширина — 1,938 мм) все составные части высокоэффективных и экологически чистых двигателей концепт-кара расположены так, чтобы сохранить пространство в моторном отсеке и в пределах шасси транспортного средства. В салоне очень много свободного пространства благодаря компактности конструкций обоих двигателей. В качестве приводы для этого автомобиля могут использоваться как гибридный Plug-in, так и электродвигатель в сочетании с топливными элементами.
Автомобиль обладает независимой подвеской, дисковыми вентилируемыми тормозами. На нём установлены шины размером 215/45 R20.

### Интерьер
В салоне автомобиля F800 Style высокий уровень комфорта создают детали благородной декоративной отделки деревом и большое количество света. В дизайне интерьера сразу внимание на себя обращает современная лёгкость: функциональные элементы, как, например, комбинация приборов и детали облицовки дверей, включая подлокотники, кажутся парящими в воздухе. Инновационная облегчённая конструкция сидений автомобиля F800 Style состоит из «чаши», выполненной из магниевого сплава, и спинки, выполненной из углеволокнистого ламината, поверх которых натянута прочная сетка. «Чаша» сиденья также отделана деревом.

### Экстерьер
Автомобиль F800 Style задает тренд и в отношении дизайна, по-новому интерпретируя уникальный язык форм, присущий марке Mercedes-Benz. Он обладает длинной колёсной базой. Спереди автомобиля присутствуют широкие воздухозаборники и рёшетка радиатора с центрально расположенной звездой, типичной для спортивных моделей Mercedes-Benz. От верхних углов светодиодных фар головного света, придавая крыльям и дверям экспрессивность, тянутся выразительные линии. Автомобиль окрашен в лакокрасочное покрытие Alubeam (серый металлик). Задние фонари выполнены с применением светодиодов.
Одной из уникальных особенностей автомобиля Mercedes-Benz F800 Style являются двери. При лёгком прикосновении к ручке задняя дверь на несколько сантиметров выдвигается вперёд, чтобы затем, благодаря установленному на задней стойке
поворотному рычагу, скользнуть вдоль кузова по направлению к задней его части. Поворотно-сдвижные двери автомобиля позволяют конструкторам отказаться от средних стоек.

### Силовые установки
Концепт может похвастаться двумя силовыми установками, первая — гибридная и вторая — на топливных элементах. Гибридная установка полностью интегрирована с 7-ступенчатой автоматической коробкой передач 7G-Tronic.

#### Гибридная
Гибридная силовая установка (plug-in hybrid) сочетает в себе бензиновый двигатель V6 объёмом 3,5 л и мощностью 300 кВт (408 л. с.) с электромотором мощностью 80 кВт (109 л. с.), питающимся от литий-ионных аккумуляторов. До сотни гибрид массой 1700 кг разгоняется за 4,8 с, и имеет максимальную скорость 250 км/ч. При движении исключительно на электротяге, максимальная скорость составляет 120 км/ч, а запас хода при этом составляет около 30 км. Сертифицированный расход топлива составляет 2,9 л бензина на 100 км пути. Отсюда результат по выбросам диоксида углерода — 68 г на километр.
Концепт-кар отражает готовность гибридной технологии к массовому производству и поставке на рынок. Планируется, что данная технология будет применена на в следующем поколении S-класса.

#### Топливные элементы
Силовая установка на топливных элементах включает в себя электромотор мощностью 100 кВт (136 л. с.) и крутящим моментом 290 Н·м и литий-ионные аккумуляторы мощностью 1,4 кВт·ч. Электричество вырабатывается специальной установкой на топливных ячейках, находящейся в передней части кузова, в процессе химической реакции между водородом и кислородом, а также за счёт системы рекуперации энергии при торможении. Разгон до 100 км/ч. водородной версии занимает 11 с, но максимальная скорость ограничена электроникой на уровне 180 км/ч. В отличие от предшественника Mercedes-Benz F700, показанного во Франкфурте в 2007 году, аккумулятор у Mercedes-Benz F800 расположен под задними сиденьями, что позволило высвободить 440 литров свободного пространства в багажнике.
Единственным выбросом при работе двигателя на топливных элементах является водяной пар. Топливный элемент располагается в передней части автомобиля, в то время как электродвигатель устанавливается у задней оси. Запас водорода хранится в четырёх герметичных баках, которые размещены в центральном туннеле и под задними сиденьями, что обеспечивает им оптимальную защиту. Баки вмещают до 5,2 кг водорода. С таким запасом электромобиль F800 Style на топливных элементах сможет преодолеть до 600 км пути.

### Безопасность
Концепт-кар получил новый активный круиз-контроль Distronic Plus с системой Traffic Jam Assistant, которая контролирует дорожную ситуацию как впереди автомобиля, так и сзади и по бокам и позволяет следовать за впереди идущим автомобилем даже в поворотах без участия водителя. Необходимое данные генерируются при помощи радиолокационных датчиков близости и дополнительных стерео камер. До скорости примерно в 40 км/ч система автоматически поддерживает безопасное расстояние до идущего впереди транспортного средства и руководит движением машины без участия водителя. На скоростях свыше 40 км/ч технология Traffic Jam Assistant постепенно отключается путём последовательного уменьшения усилия в рулевом управлении. Водитель может переопределить настройки системы в любое время.
Улучшенная система превентивной безопасности Pre-Safe 360° защищает водителя и пассажира в критических ситуациях. В обновлённом варианте она контролирует пространство и позади автомобиля. При угрозе удара сзади система примерно за 600 миллисекунд до возможного столкновения активизирует тормозную систему, чтобы предотвратить выталкивание стоящего автомобиля на перекрёсток.
Новая концепция управления Cam-Touch-Pad представляет собой сочетание видеокамеры и сенсорной панели. Она позволяет простейшими движениями или жестами управлять всеми функциями автомобиля: регулировкой климат-контроля, работой с телефоном, акустической и навигационной системами, а также интернет-приложениями и другими элементами. При этом рука располагается на центральной консоли: только кончики пальцев перемещаются по чёрной плоскости, а их движения снимаются инфракрасной видеокамерой. На центральном дисплее, установленном над консолью, в режиме реального времени отображаются прозрачные очертания пальцев, которые перемещаются по пунктам меню. Таким образом, пользователь видит контуры пальцев над текущим разделом меню, элементы которого остаются видимыми. Поскольку такой комфортабельный и интуитивный способ управления требует меньшей концентрации внимания, система является весомым вкладом в дело повышения активной безопасности.

### Range on Map
Версия F800 Style с электроприводом оснащена навигационной системой с функцией Range on Map. Она показывает на 360° карте радиус действия электромобиля в зависимости от текущей зарядки батареи. В будущем, когда электрические заправочные станции массово появятся в крупных городах, система Range on Map сможет показывать ближайшие из них — как сегодня навигатор находит традиционные АЗС. Система также объединяет информацию о состоянии заряда батареи с данными навигационной системы. В расширенной версии она может быть настроена для отображения зарядных станций с поддержкой электродвигателей.

## Технологические новшества
В рамках научно-исследовательской работы на концепт-каре F800 были применены или модернизированы следующие системы и технологии:
- Совмещение характеристик автомобиля премиум-класса со спортивным, и в то же время изысканным внешним видом, а также экологически чистыми перспективными двигателями
- Переменная архитектура автомобиля с оптимизированными характеристиками безопасности
- Новый дисплей с фокусом на электромотор
- HMI интерфейс (англ. Human-Machine Interface) с функцией Cam-Touch-Pad для интуитивных и безопасных операций по управлению функциями автомобиля
- Технология DISTRONIC PLUS с системой Traffic Jam Vehicle Follow Assist
- Расширенная система безопасности PRE-SAFE® 360°
- Светодиодные (LED) осветительные приборы
- Система Range on Map
- Инновационные лёгкие сидения, состоящие из магниевого сплава; спинки сидений выполнены из углеволокнистого ламината

## Галерея

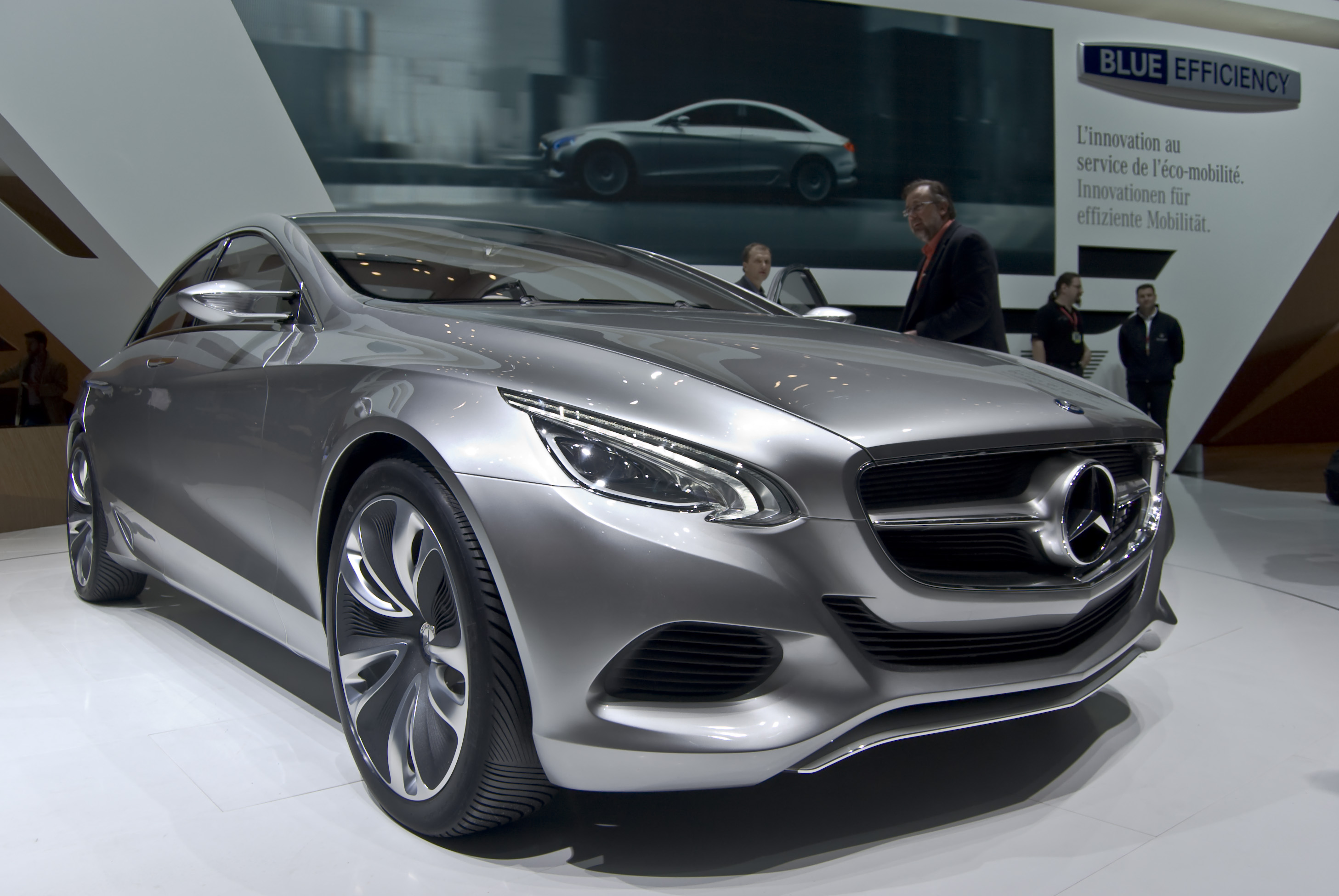
F800 Style, вид спереди
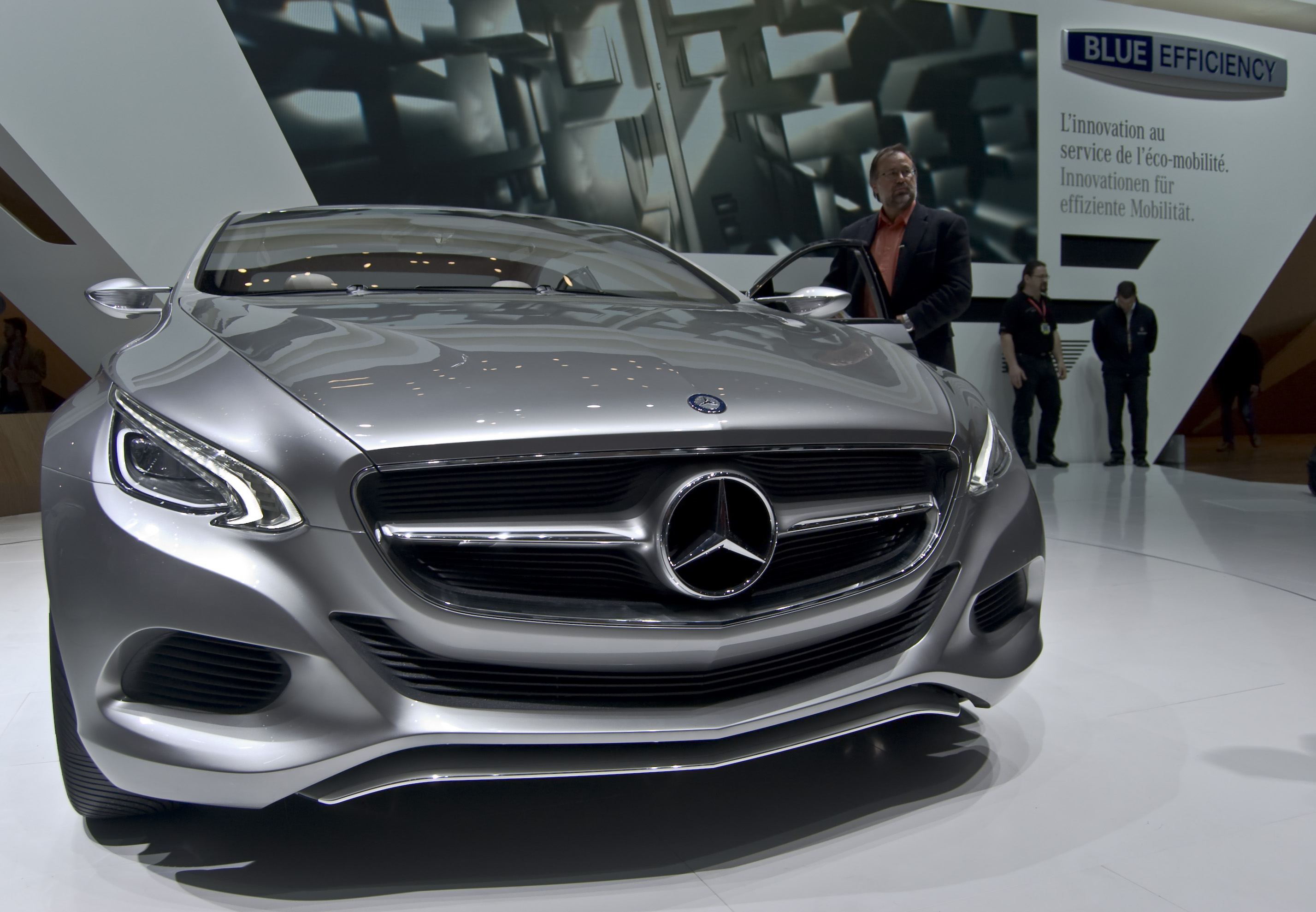
F800 Style
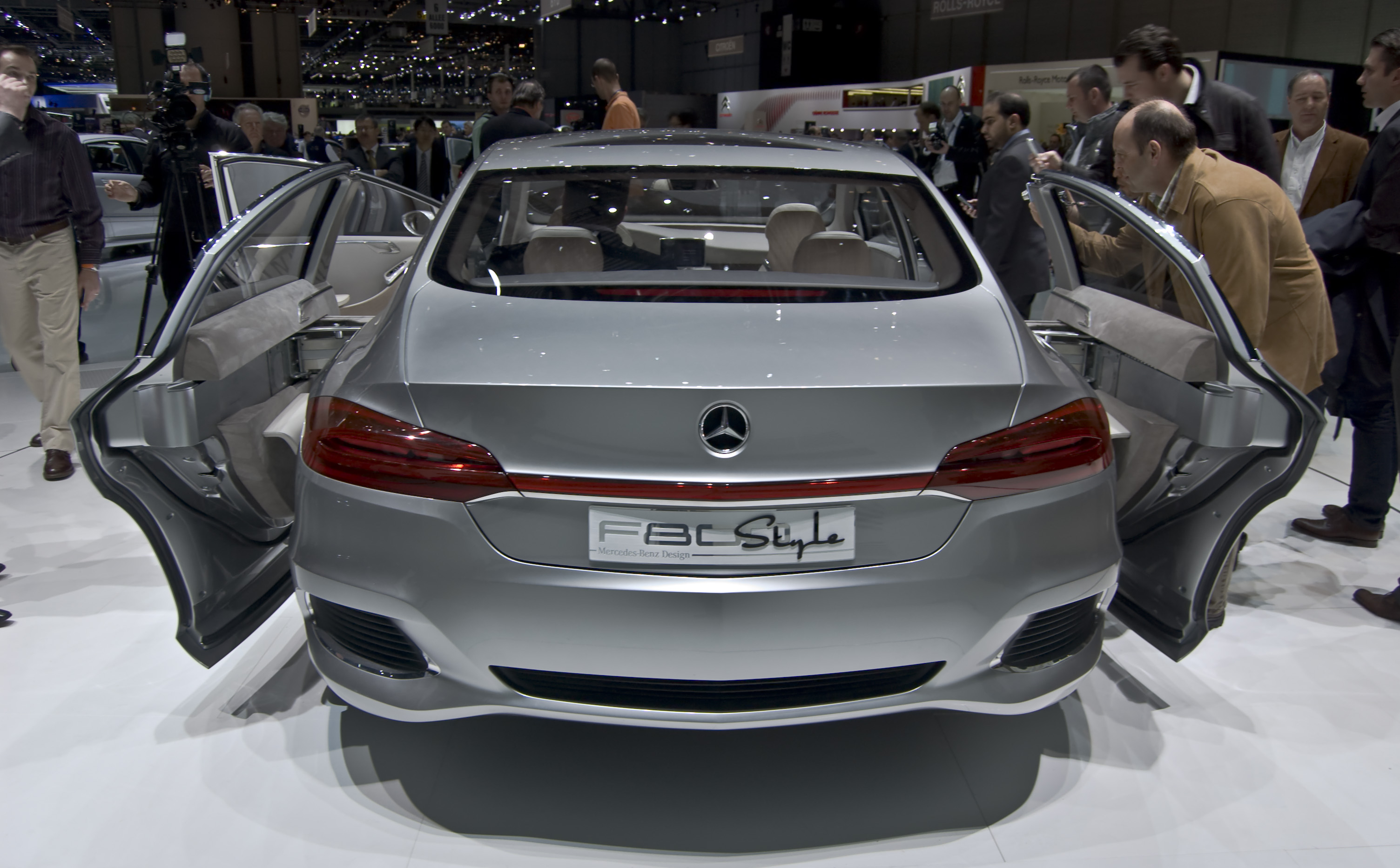
F800 Style, вид сзади
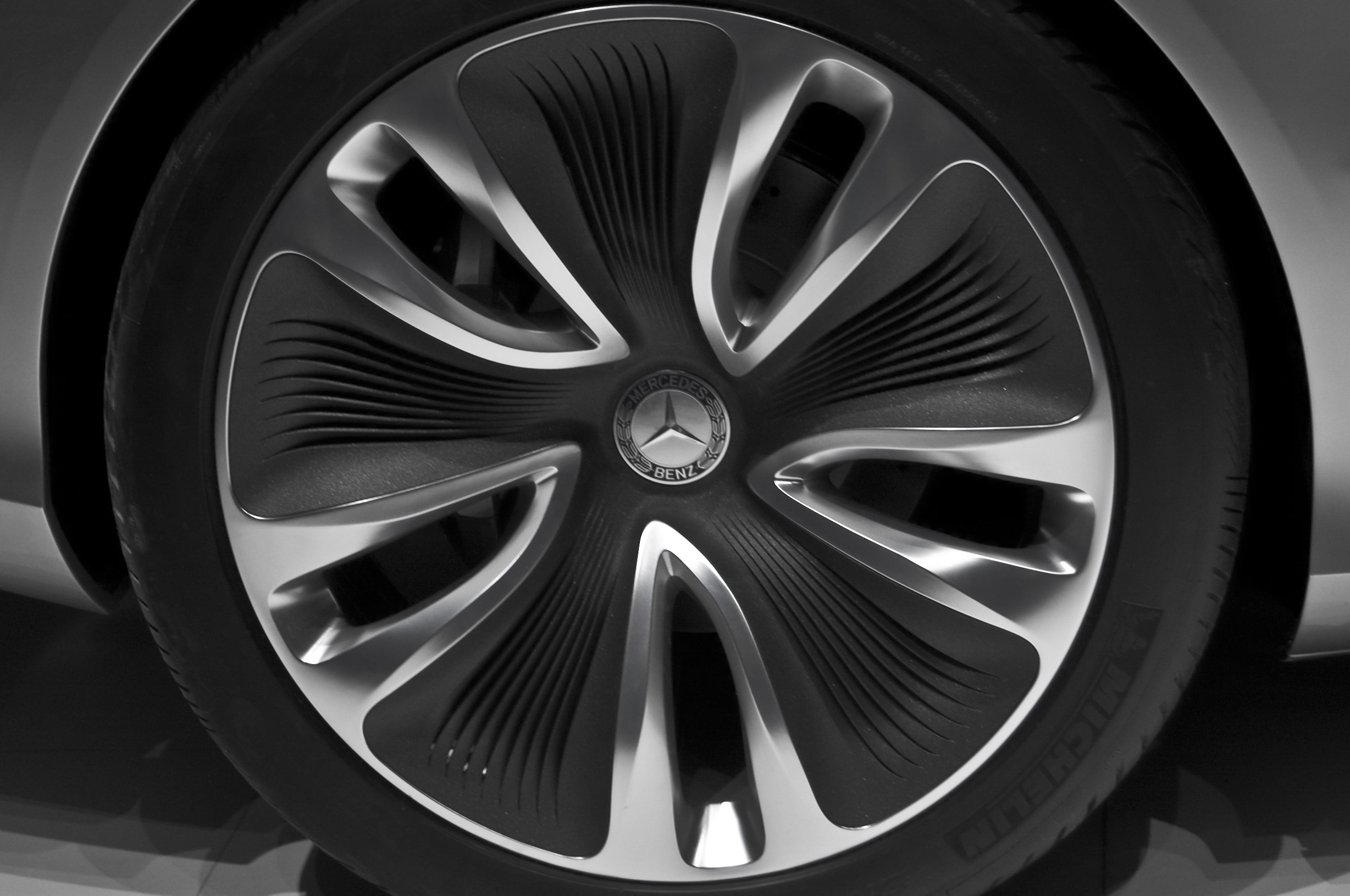
Диски F800 Style
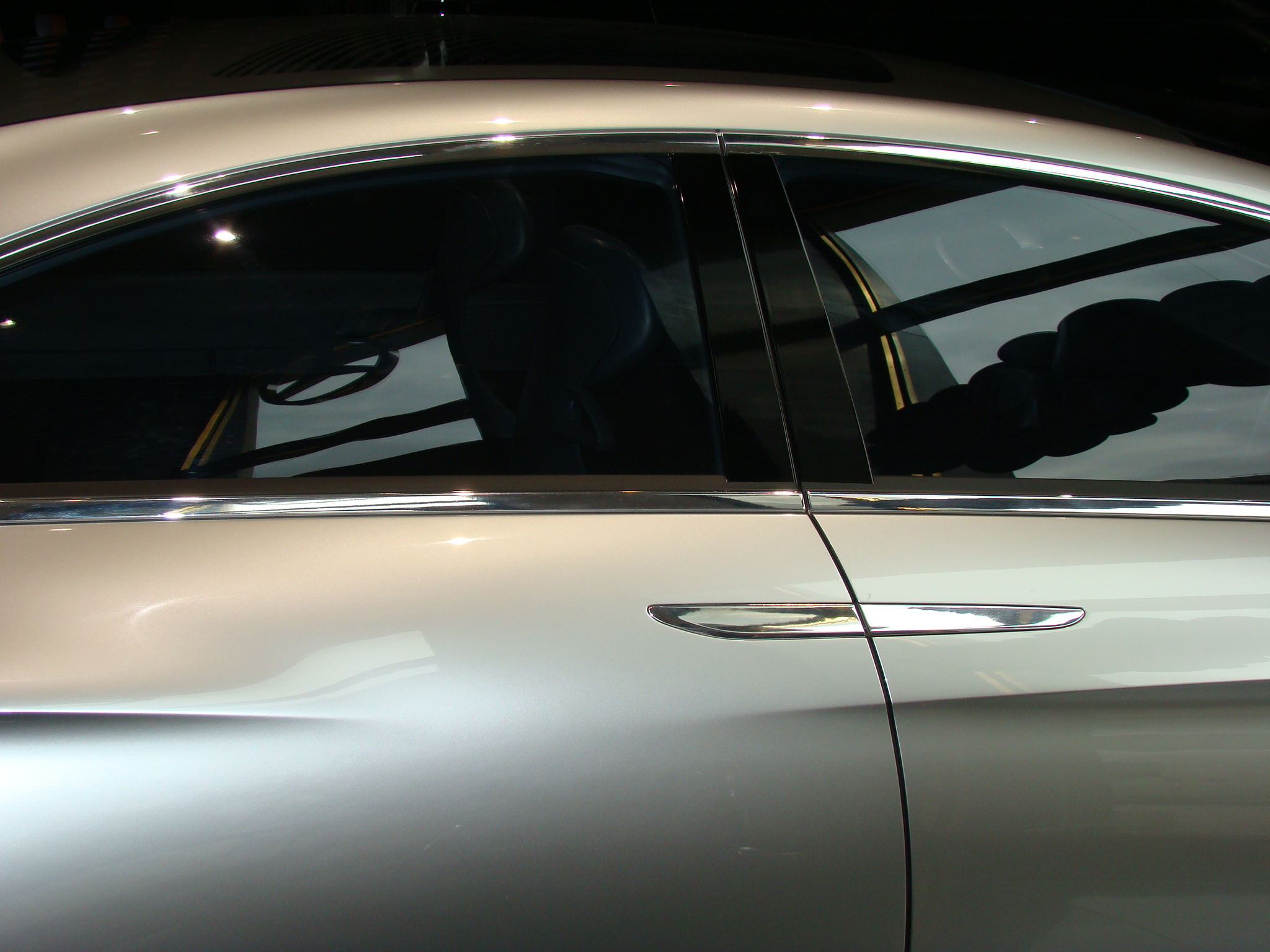
F800 Style, двери